# مویرا آرمسترانگ
مویرا آرمسترانگ (انگلیسی: Moira Armstrong؛ زادهٔ ۱۹۳۰ میلادی) کارگردان تلویزیونی اهل بریتانیا است.
از فیلم‌ها یا مجموعه‌های تلویزیونی که وی در آن‌ها نقش داشته‌است، می‌توان به آدمکشان میدسامر و فروید اشاره نمود.